# Kahlenbergita
La kahlenbergita és un mineral de la classe dels òxids.

## Característiques
La kahlenbergita és un òxid de fórmula química KAl11O17. Va ser aprovada com a espècie vàlida per l'Associació Mineralògica Internacional l'any 2019. Cristal·litza en el sistema hexagonal. És l'anàleg de potassi de la diaoyudaoïta i d'alumini de la shagamita.
L'exemplar que va servir per a determinar l'espècie, el que es coneix com a material tipus, es troba conservat a les col·leccions del Museu Mineralògic Fersmann, de l'Acadèmia de Ciències de Rússia, a Moscou (Rússia), amb el número de registre: 5295/1.

## Formació i jaciments
Va ser descrita al mont Har Parsa, situat a la conca de l'Hatrurim, al consell regional de Tamar (Districte del Sud, Israel). També ha estat descrita a la zona del riu Kishon, al districte de Haifa (també a Israel), i a la Sierra de Comechingones, a la província de San Luis (Argentina). Aquests tres indrets són els únics de tot el planeta on ha estat descrita aquesta espècie mineral.